# 대둔산로
대둔산로는 전북특별자치도 완주군 화산면 종리에서 시작되어, 충청남도 금산군을 지나 대전광역시 중구 유천동 버드내네거리를 연결하는 도로이다. 이 도로는 전북특별자치도 완주군 화산면부터 충청남도 금산군 복수면 구간은 국도 제17호선으로, 충청남도 금산군 복수면부터 대전광역시 도계 구간에 한해 지방도 제635호선으로 지정되어 있다. 과거 금산군 지역 도로의 명칭은 복수길로 되어 있었다.

## 연혁
- 1998년 12월 31일 : 완주군 운주면 장선리 2.029km 구간 개통[1]
- 2009년 7월 10일 : 2개 이상 시·도에 걸쳐 있는 도로로 대둔산로를 고시[2]

## 주요 경유지
전북특별자치도
- 완주군 (화산면 - 경천면 - 운주면)

충청남도
- 금산군 (진산면 - 복수면)

대전광역시
- 중구 (산성동 - 유천동)

## 노선
- 연한 파란색(■): 국도 제17호선 지정 구간
- 연한 노란색(■): 지방도 제635호선 지정 구간

### 전북특별자치도
| 이름                 | 접속 노선                   | 소재지        | 소재지        | 비고                    |
| 완주로와 직결        | 완주로와 직결               | 완주로와 직결 | 완주로와 직결 | 완주로와 직결           |
| -------------------- | --------------------------- | ------------- | ------------- | ----------------------- |
| 종리                 | 고산천로                    | 완주군        | 화산면        |                         |
| 경천교               |                             | 완주군        | 경천면        |                         |
| 경천면사무소         |                             | 완주군        | 경천면        |                         |
| (이름 없음)          | 지방도 제740호선 (경가천길) | 완주군        | 경천면        | 지방도 제740호선과 중복 |
| (이름 없음)          | 지방도 제740호선 (화산로)   | 완주군        | 경천면        | 지방도 제740호선과 중복 |
| 용복교               |                             | 완주군        | 경천면        |                         |
| 말골재               |                             | 완주군        | 운주면        |                         |
| 운주우회도로 교차로  | 장선로                      | 완주군        | 운주면        |                         |
| 장선교               |                             | 완주군        | 운주면        |                         |
| 장선삼거리           | 지방도 제697호선 (운주로)   | 완주군        | 운주면        |                         |
| 한국게임과학고등학교 |                             | 완주군        | 운주면        |                         |
| 대둔산삼거리         | 대둔산공원길                | 완주군        | 운주면        |                         |
| 배티재               |                             | 완주군        | 운주면        | 해발 349m               |

### 충청남도
| 이름                       | 접속 노선                          | 소재지 | 소재지 | 비고                           |
| -------------------------- | ---------------------------------- | ------ | ------ | ------------------------------ |
| 배티재                     |                                    | 금산군 | 진산면 | 해발 349m                      |
| 진산삼거리                 | 국가지원지방도 제68호선 (태고사로) | 금산군 | 진산면 | 국가지원지방도 제68호선과 중복 |
| 읍내삼거리                 | 읍내로                             | 금산군 | 진산면 | 국가지원지방도 제68호선과 중복 |
| (이름 없음)                | 읍내로                             | 금산군 | 진산면 | 국가지원지방도 제68호선과 중복 |
| 진산중학교                 |                                    | 금산군 | 진산면 | 국가지원지방도 제68호선과 중복 |
| 읍내리 교차로              | 당디로                             | 금산군 | 진산면 | 국가지원지방도 제68호선과 중복 |
| 방축삼거리                 | 국가지원지방도 제68호선 (진산로)   | 금산군 | 진산면 | 국가지원지방도 제68호선과 중복 |
| 미개통 구간                |                                    |        |        |                                |
| 선무 교차로                | 지방도 제635호선 (실학로)          | 금산군 | 복수면 |                                |
| 구례1교 신대3교 신대2교    |                                    | 금산군 | 복수면 |                                |
| 신대 교차로                | 복수로                             | 금산군 | 복수면 |                                |
| 신대1교 (피암터널) 지량3교 |                                    | 금산군 | 복수면 |                                |
| 앞재 교차로                | 복수로                             | 금산군 | 복수면 | 상행 진입 불가 하행 진출 불가  |
| 지량2교 지량1교            |                                    | 금산군 | 복수면 |                                |
| (이름 없음)                | 복수로                             | 금산군 | 복수면 | 상행 진출 불가 하행 진입 불가  |
| 구만2교                    | 복수로 구만길                      | 금산군 | 복수면 |                                |
| 구만1교                    |                                    | 금산군 | 복수면 |                                |
| 샛고개굴길                 |                                    | 금산군 | 복수면 | 상행 연장 315m 하행 연장 330m  |

### 대전광역시
| 이름                     | 접속 노선                        | 소재지     | 소재지 | 비고                          |
| ------------------------ | -------------------------------- | ---------- | ------ | ----------------------------- |
| 샛고개굴길               |                                  | 대전광역시 | 중구   | 상행 연장 315m 하행 연장 330m |
| 안영 나들목 (안영고가교) | 대전남부순환고속도로             | 대전광역시 | 중구   |                               |
| 안영교 대전산성초등학교  |                                  | 대전광역시 | 중구   |                               |
| 산성네거리               | 대전광역시도 제23호선 (보문산로) | 대전광역시 | 중구   |                               |
| 산성동 행정복지센터      |                                  | 대전광역시 | 중구   |                               |
| 머티네거리               | 문화로                           | 대전광역시 | 중구   |                               |
| 버드내네거리             | 국도 제4호선 (계백로)            | 대전광역시 | 중구   |                               |